# 氷の魔物の物語
『氷の魔物の物語』（こおりのまもののものがたり）は杉浦志保による漫画作品（冬水社）。1995年から外伝も含め2003年まで連載された全24巻（外伝1巻）の長編作品。略称は「氷の魔物」「マモノ」など。マッグガーデンより電子書籍版が刊行されている。

## 概要
独特の世界観や多くの伏線から、BL愛好者に限らず評価が高い。連載時、雑誌「ぱふ」の漫画ランキングでは上位常連組であり、BLコミックスの売り上げランキングでも上位にランクインするなど人気の高い作品。
出版社や、連載当初の掲載雑誌の傾向からボーイズラブ（BL）系のコミックスに分類されるが、性行為のシーンは一切なく、キスシーンはあるものの、性的な意味合いを含まないため厳密には区別できない。
物語の序盤で主人公同士のキスシーンが描かれているが、7巻以降はそのようなシーンは一切ない。しかし、60年前の寺院の魔物狩りのせいで女性の魔物が全滅しているという設定上、登場人物は圧倒的に男性が多く、主人公二人だけでなくヴィルドとラプンツェルの深い絆・愛情、ブラッドを慕う仲間との交流が描かれている。

## あらすじ
かつて北の魔物を総べていたブラッドは、60年前の寺院による魔物狩りで、洞窟の中に封印されていた。そして、「この世で一番純粋な涙の結晶」＝死への恐怖に涙した粒こそ純粋な結晶と考え、その結晶（涙の宝石）の力で封印を解こうと、洞窟に迷い込んだ人間を殺していた。そしてある時、洞窟を訪れた青年・イシュカの涙を狙おうとしたブラッドだったが、イシュカのマイペースさに拍子抜けしてしまい殺すことを諦める。
しかしイシュカは自ら、心臓を患っていて残り少ない命の自分を食べて欲しいと懇願する。イシュカはそれから程なくして息を引き取ったが、その時地面へ落ちて行く彼を助けようとしてブラッドの氷の封印は解けてしまった。ブラッドは自分でも気づかぬ内に、彼を亡くしたその悲しみに涙を流してしまう。その涙こそがブラッドが探していた「この世で一番純粋な涙」であり、イシュカはその力でよみがえる。そして二人は共に旅をすることになる。

## 登場人物
（ ）内はドラマCDの声優。

### 主人公
ブラッド（・レイク・シエル・バイス・エル）（声：成田剣）
主人公。通称『返り血』と呼ばれる魔物。北の頭領。西の外れの洞窟で氷の中に封印されていたがイシュカと出会い、長年探していた願いを叶える『涙の宝石』を自ら流し、氷の呪縛が解けた。自分が『涙の宝石』を生み出し、更にそれでイシュカを助けた事が恥ずかしいのか、その事を隠している。絶対にイシュカには言わないようにしようと決意しているが、墓穴を掘ることも度々ある（しかしイシュカは気づかない）それ以来、イシュカと行動をともにしている。
後半はより人間らしく感情豊かになり、後半では涙を見せる事もある。良い意味で、イシュカに「育てられた」
自分の名前が「血を呼ぶ名」である『返り血』である事を気にしていたが、イシュカに「生きている証拠、いい名前」言われ、『返り血』という名前の呪いが解けた。
イシュカ・レイク・シエル・バイス・エル（声：緒方恵美）
もう一人の主人公。心臓の病気になり、死ぬ為にブラッドのいる洞窟にやってくる。『涙の宝石』のおかげで生き返ったことで、他人の傷を癒せるようになる（自分が『涙の宝石』で生き返り、そのおかげで生き長らえている事を本人は知らない。自分は「死人返り」、つまりゾンビだと思っている）
ブラッドの髪をみつ編みすることが趣味で、五つ編みをしようとしたこともある。ちなみにネイはその髪を解くのがいいらしい。
孤独と死の恐怖に、病気になってから一年間の記憶が欠けていたが、LIE IN BED編で記憶を取り戻す（しかし本人には記憶の欠落・復帰の自覚はないと考えられる）
『涙の宝石』の力で、言葉や意思に力が宿っている。イシュカが考えた事や発した言葉が実現化する。一例として、見えないはずの結界の呪文を「見える」という意思の力で可視化し、「つかみどりできないかな」という発想で具現化させた。「傷を癒す力」も、元々は「傷とか嘗めて治せないかな」というイシュカの意思と言葉が元となっている。ヴィルド曰く「使い方を間違えたらとんでもない爆弾」。その特殊な力ゆえに、カウゼルに器としての体を狙われる。
純粋な存在であり、人間を疑わず、「ブラッドが人を殺さないから、人もブラッドを殺さない」など人間の悪意の面に疎い。その為、自分自身の心の闇の部分に苦悩する。

### 東の魔物
ヴィルトとラプンツェル以外に、東に属すると断定できる魔物は登場していない。
ヴィルト（声：小西克幸）
ブラッドの友人。東を統べる魔物。『東の塔の闇の遣い』と呼ばれ、恐れられている。60年前の魔物狩りで南のシース・西のカウゼル・北のブラッドがそれぞれ寺院に捕らえられ手足を拘束され呪縛を受ける中、一人だけある程度の自由が認められている（その理由については「コウモリの朝」編で明らかになる）作品前半は、西でラプンツェルと二人で暮らしていたが、後半で元の東の塔に住居を移した。ブラッドとは旧知の仲で、信頼関係のある悪友といった関係。
元・人間。人間の頃の名前は『エイジャ』といい、普通の生活を嫌っていた。家族の血肉と引き換えに魔物となる。
東の塔に住んでいる時、自身で育てていた「ちしゃのみ」と引き換えに人間の夫婦からラプンツェルを奪う。この出会いが、彼の運命を大きく変える事になる。荊を使役する事が多い。
幼いラプンツェルからは「魔法使いさま」と呼ばれていた。当初はお稚児趣味の金持ちに彼を売るつもりだったが、惜しくなって止める。以降、ともに暮らし始める。
ラプンツェルを闇の側に引き込んでしまった自責の念に苛まれていたが、ラプンツェルの言葉で救われる。
13巻以降は長髪をばっさりと切り短髪になる。
ラプンツェル・シーグラ（声：甲斐田ゆき）
ヴィルトに「ちしゃのみ」の代わりとして誘拐され、育てられた人間。イシュカとは違う意味で綺麗な存在。れっきとした成人男性であるが、その「綺麗さ」から作者ですら彼が男性である事を忘れてしまうほどの美人。しかし、性格は中々に頑固で強情。自分を親元から引き離した事に罪悪感を抱き、自身が犠牲になる事で自由を与えようとしたヴィルトに、いかに自分がヴィルトを思い慕っているかを打ち明けた姿にそれがうかがえる。
ヴィルトをと共に長い年月を生きる為、自ら不老長寿の術をかけてもらうが、ある日突然金髪が黒髪に、青い瞳が黒に染まる。ヴィルトが「おまえだけは闇に染まらないで欲しい」と願っている事を知っており、闇に染まった自分を見たらヴィルトに嫌われるかもしれないと恐怖し、姿かえの術で金髪に青い瞳に変化していた。呪文の読み方はヴィルトに習っていたが、不老長寿の術で延命している人間に過ぎないため、特別な力はない。それでも姿かえの術が成功したのは、ヴィルトに対する強い思いゆえである。
幼い頃にヴィルトに浚われてきて以来、ヴィルトを「恐ろしい魔物」ではなく、自分を助けてくれた「魔法使いさま」だと思っていたが、ある出来事をきっかけに真実を知り、一度ヴィルトの元を離れる（→「ラプンツェル」編）しかし、自分の意志でまたヴィルトの元に戻ってくる。
ヴィルトとラプンツェルの出会いはグリム童話の『ラプンツェル』の物語がベースとなっていると推測される。
作中で「ラプンツェル」は「ちしゃのみ」（ノヂシャの実）と訳されているが、ノヂシャの食用部分は「実」ではなく「葉」である。
作者はこのことを「ファンタジー的解釈」と発言している。

### 北の魔物
ブラッドを『頭領』と呼び慕っている。ブラッドの命令には絶対服従。
ネイ
ブラッドに強い執着心を抱く魔物。浅黒い肌をしている。
ブラッドが北に来る以前は北の魔物達を束ねており、当時は北の魔物達から『頭領』と呼ばれていた。純血種の魔物であるブラッドに一目で魅了され、ブラッドを自分の主とし『頭領』と呼ぶようになった。以降、北の頭領はブラッドになる。
60年前の魔物狩りで、ブラッドは寺院に捕らえられ死んだと思っていたが、「聞こえない声」編で彼が生きている事を知る。ブラッドへの執着と、魔物でありながら「人間を殺さない」と宣言する程にブラッドを変えたイシュカを当初激しく敵視する。しかし後に和解。以降、ネイを含め、北の魔物はかげながら二人を支える。
魔物狩り後、ブラッドを思うあまりに、その複製を作った程だが、その複製はブラッド本人によって始末された（→「花よ微笑え彼のために」）
ギイス
ネイを支える補佐的な魔物だが、振り回されることが多い。苦労人。ブラッドが北に来る前は、実質ネイに次ぎ、北NO2の魔物だったと推測される。
頭に二本の角があり、浅黒い肌をしている。捨てられていた幼いザハを拾って育てた。その為、ザハに対しては父親的（母親的）な対応が見られる。
作者にとても愛されている。普段は黒髪の長髪を一本で縛っているが、解くと落武者になるらしい。
ザハ
魔物の父親と人間の母親との間に生まれたため、頭に小さな角がある。
生まれた後母親に北の地へ捨てられ、ギイスによって拾われ育てられた魔物。ネイの事が好き。
イシュカと仲良し。
レイ
北の魔物の一人。黒髪をしている。ランと一緒にいることが多い。
ラン
北の魔物の一人。レイと一緒にいることが多い。

### 南の魔物
シース
南を統べていた魔物で、『南の水主（シース）』と呼ばれている。60年前の魔物狩りで寺院に捕らえられ、東の湖に拘束されていた。
水を自由自在に操る。人間を食べず、水の宝石の力で生きていた。しかし、カウゼルに腕を入れられたリオにより、体の肉ごと宝石を奪われる。一度湖の底で休眠状態に入るが、ブラッドが水の宝石を取り返し、最終巻で見事再登場を果たす。
湖で生まれた海蛇のような生き物をめでている。

### 西の魔物
カウゼル
西を統べていた魔物で、『西の黒蜘蛛』『黒皇』『黒區』などさまざまな異名があり、名前を呼ぶことすら恐れられている六本腕を持つ魔物。ネイは自分達普通の魔物とも異質なものだと受け取れる発言をしている。言葉や意志に毒があり、その存在自体が闇だと言われている。
ブラッドが生まれて最初に見たのがカウゼルの姿だった。ブラッドは西を離れる際、カウゼルの右腕を切り落としている。ブラッドは、カウゼルはその時死んだものと思っていたようだが、彼は魔物の本能だけで蘇り西の魔物の肉を食らいつくし、再生した。「闇の意志の集合体」とも称されている。いっそ純粋で無邪気なほどに、闇を望む。
腕を他人に仕込んで、操ることができる（ブラッドに右腕を切り落とされる以前にも同様の能力があったかは不明）六十年前の魔物狩りで南の洞窟に封印されたが、その当時既に彼の肉体はただの器（入れ物）にすぎず、精神体となり、寺院の大僧正であるエイギの体に潜んでいた。
願いを叶える『涙の宝石』の力を持つイシュカを狙う。そして、ネイに負けず劣らず自らが『返り血』と名付けたブラッドに執着している。
ぴーちゃん
川で溺れている所を、ブラッド達に助けられた幼い魔物。「ぴーちゃん」とは、イシュカが命名である。言葉は殆ど話せず「ぴー！」となく。
幼いながら手には水かきがあり、「シースさまどこ？」と喋ったことから、南の魔物かと思われていた。しかし、実際はカウゼルの腕から作られた魔物であり、抱き締められるなどして体に圧力がかかると破裂して死んでしまうように作られていた（これはブラッドの予想である。カウゼルは「その子は愛されると死んでしまう」と述べている。本当の所は不明）花街滞在時、イシュカの腕の中で死んでしまう。
当初は、「ブラッドとイシュカを南のシースの元へ連れて行く」ためだけに作られた魔物だったが、ブラッドやイシュカのおかげで心を持つようになる。死んでしまっても尚イシュカをしたい、寺院に囚われ絶望と憎しみに支配されたイシュカに力と希望を与え、消えてしまう。
リオ
寺院の孤児だったが、カウゼルに腕を入れられて以来、手足となって働く。
カウゼルを「おとうさん」と慕う。イシュカによって腕が抜かれた後もカウゼルを慕っており、その思いの純粋さゆえにカウゼルは彼を器にする事が出来なかった。
「氷の魔物の物語」は、ブラッドとイシュカの物語であり、カウゼルとリオの「これから」の物語であるともいえる

### その他の魔物
レイク・シエル・バイス・エル
湖の魔物で、後にイシュカの養祖母となる少女に名前を与える。
魔物である自分を恐れず、自分の与えた名前を笑顔で喜んだその少女のことを気にかけていた。しかし、彼女は二度と湖には現れず、悲しみと絶望を感じていた。セルギによって消滅する。死の間際にイシュカの本当の名前を知る。後に、イシュカの養祖母と共に、イシュカを守護する魔物になった。

### 寺院
魔物と相反する存在。六十年程前に、大規模な『魔物狩り』を行った。孤児院がある。
セルギ・シアーズ
北の院の大僧正・ラウグルの孫。少々頭は固いが誠実で優しい性格であり、孤児院の子供達とは仲が良い。
その正直な性格から、寺院を正義・魔物を悪と考え、人々を魔物から守るために行動していたが、ブラッドとイシュカに出会い、その考えを改める。以来二人を友人として考え、その存在を寺院に知られないようにしていた。二人を擁護したことで、アマシから逆印を押されてしまう。
ライ・ラウグル・シアーズ
北の院の大僧正。元の名はライ・カーイールといい、名家カーイール家の出身。しかし、若い時に母親との確執から家を出て山賊をしていた。当時の大僧正ラウグル・シアーズに捕らえられ、寺院に属する事となる。セルギを養子（年齢的には祖父と孫）として引き取り、育てる。
バスティエ・エイギ
西の院の大僧正。アマシを養子（年齢的には祖父と孫）として引き取り育てた。カウゼルのによって操られていた。
アマシ・エイギ
褐色の肌をした僧侶。ブラッドを執拗につけ狙う。魔物を庇った罪で逆印を押されたセルギが寺院から脱走するさい、何故か「魔物にしか効かない」聖水によって左手の甲を負傷してしまう。以降、魔物を憎むべきものとしてブラッドを追いながら、自身に対する懐疑を深めていく。
ミル・モルヴィ
南の院の大僧正。カウゼルに操られたバスティエによって殺された。
チェス・トーク
東の院の大僧正。カウゼルに操られたバスティエによって殺された為、操られてしまう。
リンドウ
北の院の少僧正。ラウグルの山賊時代からの友人であるリンドウの養子。
カグラ
北の院の少僧正。ラウグルの山賊時代からの友人であるカグラの養子。
ルーギス
セルギを信じ、リンドウとカグラと共に南に向かう。後に、リンドウ・カグラ両名から名前をもらう（養子になる）
ユウザ
セルギの友人。寺院の厨房で働く。寺院のリオととも仲が良かった。孤児院の子供達から『おじさん』と呼ばれていたが、セルギとは同い年。
反逆者となったセルギを最後まで信じており、セルギの無実を証明するため寺院を出ようとしたカグラに協力した。

### 人間
ケイン・ボールフ（声：平川大輔）
イシュカの孤児院時代の友人で、ブラッドが魔物であることに気づいて、引き離そうとするが、二人の絆を知り、二人の中を認める（→「傷（キス）の証」）。
リアルマリー
ケインの妻。
レイク・シエル・バイス・エル
イシュカの祖母。三年前に亡くなっている。イシュカ同様、孤児だった。少女の頃、湖の魔物に名前をもらった。その湖の魔物をずっと思っており、生きている内に再会出来なかった事を死の間際まで悔やんでいた。
しかし、湖の魔物が死んだ事で、幽霊として再会を果たす。以降、『レイク・シエル・バイス・エル』とイシュカやブラッドが呼ぶと現れ、彼らを守護する。その際は若い姿をしている。

### 花街
女将
花街にある店の一つの女将。作中に名前はない。
リーリア
女将の店で働く少女。花街で起こった悲劇の元凶の一人とも言える。
チカ
女将の店で働く少女。
イエ
女将の店で働く少女。病を発症したが、イシュカの力で治った。

## 単行本
- 『氷の魔物の物語』冬水社〈いち好きコミックス〉全24巻
  1. 1996年10月24日発売、ISBN 4-88741-054-9
    - 「The Ice-Cold Demon's Tale.〜氷の魔物の物語〜」「宝石のありか」「傷（キス）の証」の3編を収録。

  2. 1996年10月24日発売、ISBN 4-88741-060-3
    - 「傷（キス）の証」「花よ微笑え彼のために」に2編を収録。

  3. 1997年3月1日発売、ISBN 4-88741-091-3
    - 「花よ微笑え彼のために」「レイク・シエル・バイス・エル」の2編を収録。

  4. 1997年7月1日発売、ISBN 4-88741-121-9
    - 「聞こえない声」第1回 - 第4回を収録。

  5. 1997年9月1日発売、ISBN 4-88741-138-3
    - 「聞こえない声」第5回 - 第7回を収録。

  6. 1997年12月1日発売、ISBN 4-88741-163-4
    - 「聞こえない声」第8回 - 第9回、「Lie in bed」第1回を収録。

  7. 1998年3月1日発売、ISBN 4-88741-185-5
    - 「Lie in bed」第2回 - 第3回、「コウモリの朝I」第1回 - 第2回を収録。

  8. 1998年8月1日発売、ISBN 4-88741-223-1
    - 「コウモリの朝I」第3回、「RAPUNZEL」第1回 - 第3回を収録。

  9. 1999年1月24日発売、ISBN 4-88741-253-3
    - 「RAPUNZEL」第4回 - 第5回、「コウモリの朝II」第1回 - 第2回を収録。

  10. 1999年5月24日発売、ISBN 4-88741-283-5
    - 「コウモリの朝II」第3回 - 第5回を収録。

  11. 1999年10月10日発売、ISBN 4-88741-325-4
    - 「コウモリの朝II」第6回 - 第8回を収録。

  12. 1999年12月10日発売、ISBN 4-88741-342-4
    - 「コウモリの朝II」第9回 - 第11回を収録。

  13. 2000年4月10日発売、ISBN 4-88741-369-6
    - 「コウモリの朝II」第12回 - 第13回、「氷の魔物の物語‐The Ice-Cold Demon's Tale」第1回を収録。

  14. 2000年7月24日発売、ISBN 4-88741-393-9
    - 「氷の魔物の物語‐The Ice-Cold Demon's Tale」第2回 - 第4回を収録。

  15. 2000年11月10日発売、ISBN 4-88741-414-5
    - 「氷の魔物の物語‐The Ice-Cold Demon's Tale」第5回 - 第8回を収録。

  16. 2001年3月10日発売、ISBN 4-88741-435-8
    - 「氷の魔物の物語‐The Ice-Cold Demon's Tale」第9回 - 第11回を収録。

  17. 2001年6月10日発売、ISBN 4-88741-450-1
    - 「氷の魔物の物語‐The Ice-Cold Demon's Tale」第12回 - 第14回を収録。

  18. 2001年9月10日発売、ISBN 4-88741-466-8
    - 「氷の魔物の物語‐The Ice-Cold Demon's Tale」第15回 - 第17回を収録。

  19. 2001年12月10日発売、ISBN 4-88741-479-X
    - 「氷の魔物の物語‐The Ice-Cold Demon's Tale」第18回 - 第20回を収録。

  20. 2002年3月24日発売、ISBN 4-88741-495-1
    - 「氷の魔物の物語‐The Ice-Cold Demon's Tale」第21回 - 第23回を収録。

  21. 2002年6月20日発売、ISBN 4-88741-509-5
    - 「氷の魔物の物語‐The Ice-Cold Demon's Tale」第24回 - 第26回を収録。

  22. 2002年9月20日発売、ISBN 4-88741-522-2
    - 「氷の魔物の物語‐The Ice-Cold Demon's Tale」第27回 - 第29回を収録。

  23. 2003年3月20日発売、ISBN 4-88741-545-1
    - 「氷の魔物の物語‐The Ice-Cold Demon's Tale」第30回 - 第32回を収録。

  24. 2002年6月20日発売、ISBN 4-88741-558-3
    - 「氷の魔物の物語‐The Ice-Cold Demon's Tale」第33回 - 第35回を収録。
- 『氷の魔物の物語外伝』冬水社〈いち好きコミックス〉全1巻
  1. 2003年9月20日発売、ISBN 4-88741-568-0
- 『氷の魔物の物語』冬水社〈冬水社文庫〉全14巻
  1. 2005年7月20日発売、ISBN 4-88-741662-8
  2. 2005年7月20日発売、ISBN 4-88-741663-6
  3. 2005年8月20日発売、ISBN 4-88-741667-9
  4. 2005年8月20日発売、ISBN 4-88-741668-7
  5. 2005年9月20日発売、ISBN 4-88-741675-X
  6. 2005年9月20日発売、ISBN 4-88-741163-4
  7. 2005年10月20日発売、ISBN 4-88-741681-4
  8. 2005年10月20日発売、ISBN 4-88-741682-2
  9. 2005年11月20日発売、ISBN 4-88-741687-3
  10. 2005年11月20日発売、ISBN 4-88-741688-1
  11. 2005年12月20日発売、ISBN 4-88-741693-8
  12. 2005年12月20日発売、ISBN 4-88-741694-6
  13. 2006年1月20日発売、ISBN 4-88-741700-4
  14. 2006年1月20日発売、ISBN 4-88-741701-2